# Moken
Os Moken (Mawken, Morgan ou Selung), são um grupo étnico composto de 2.000 a 3.000 pessoas residentes na área costeira meridional de Myanmar e da Tailândia, localizando-se principalmente no arquipélago de Mergui. Mantêm uma cultura ancestral baseada no mar, embora em risco devido à possibilidade de adulteração de costumes antigos pelo excesso de turismo.

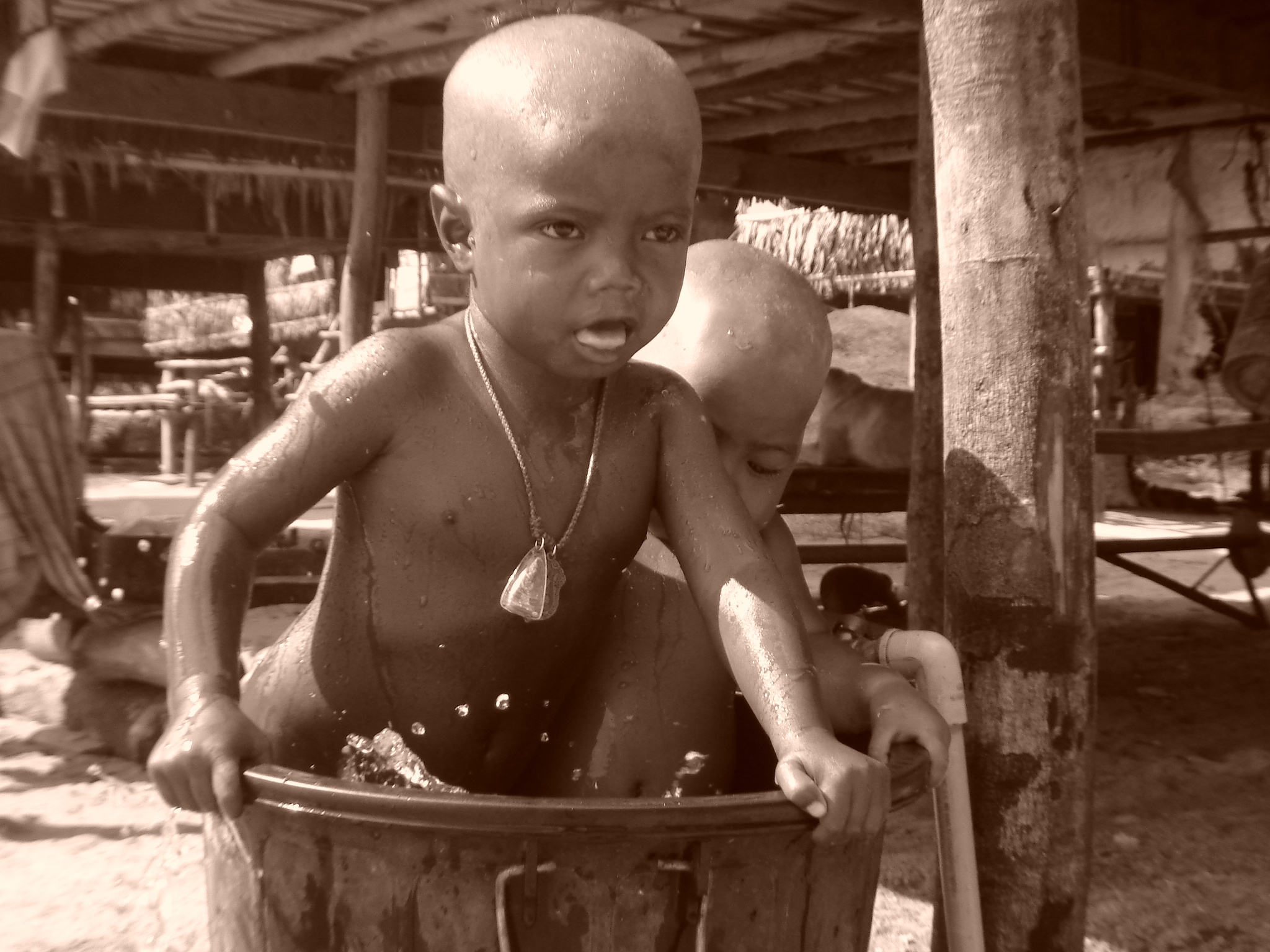
Crianças moken da Ilha de Surin, Tailândia

São conhecidos como os ciganos do mar, devido ao facto de a população Moken ser nómada indo de ilha em ilha com os seus barcos, vivendo da recolha de frutos do mar e da pesca. As crianças são educadas desde muito cedo nestas actividades, chegando mesmo a aprender a nadar antes de andar, sendo também invulgar a sua capacidade de apneia, muito treinada. O seu vasto conhecimento do mar permite-lhes viver da sua fauna e flora usando apenas ferramentas muito simples como redes e arpões.

Habitualmente, estabelecem-se em terra firme apenas no período das monções. Antigamente, nos períodos vividos em terra, as actividades principais dos Moken eram o comércio com mercadores chineses e a caça; ultimamente, porém, os Moken vivem do artesanato.

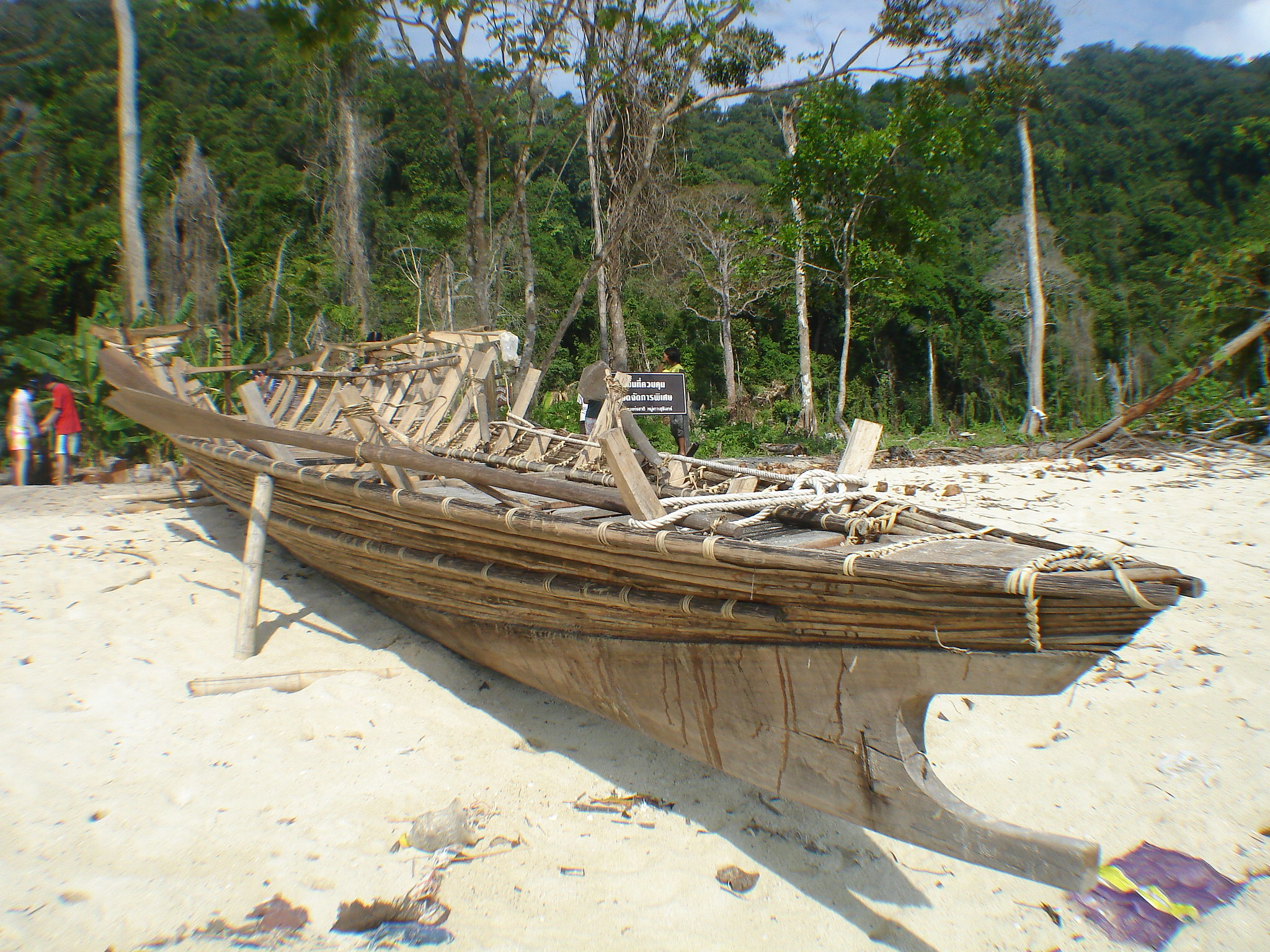
Uma embarcação moken

Os Moken nómadas têm uma religião baseada na crença da existência de espíritos e na prática de xamanismo.
As habitações dos Moken usadas durante o período das monções foram totalmente destruídas durante o tsunami que se abateu sobre o litoral asiático logo após o Terramoto do Índico de 2004. No entanto, o seu conhecimento do mar permitiu, nos poucos minutos que o mar recuou antes de chegarem as ondas gigantes, que a generalidade dos indivíduos conseguisse escapar ou para zonas altas em terra ou mover as embarcações para zonas no mar de maior profundidade.